# Danke Schoen
Danke Schoen, Danke Schön, tyska "tack så mycket", är en sång som första gången spelades in 1962 av Bert Kaempfert. Den kom dock att bli berömd ett år senare, 1963, då Wayne Newton sjöng in låten. Låten är en av Newtons mest kända och förekommer i flera filmer som Fira med Ferris, Släkten är värst, Matchstick Men och Ett päron till farsa i Las Vegas.